# Cusi Huarcay
Cusi Huarcay (Cuzco, c.1531- 1586?), bautizada como María Manrique, fue una ñusta y coya del imperio inca. 

## Biografía

### De hermana y esposa a viuda
Cusi Huarcay fue la hija de Manco Inca y la Coya Cura Ocllo. Las primeras noticias sobre Cusi Huarcay la presentan como la hermana y esposa del Inca Sayri Túpac, a quien acompañó en su salida de Vilcabamba hacia el Cuzco. Garcilaso de la Vega dice que la joven, hacia 1557, era "hermosísima". Con el fin de que la pareja reciba el bautizo, a pedido del Rey de España, el papa Julio III otorgó una dispensa especial y el obispo del Cuzco, Juan Solano, los pudo casar en la catedral. A fines de 1558, el Inca y la Coya fueron bautizados por el obispo Solano, con el conquistador Alonso de Hinojosa como padrino. Para esta época la pareja contaba con una niña, bautizada como Beatriz Clara Coya. El joven matrimonio, posteriormente se estableció en Yucay. Sin embargo, al poco tiempo Sayri Túpac enfermó, posiblemente envenenado por orden de su enemigo político local Chilche, y decidió dictar su testamento.
Tras la muerte de Sayri Túpac, Cusi Huarcay estuvo muy cerca de quedar en la pobreza. El virrey Diego López de Zúñiga nombró a varios españoles para administrar las propiedades del difunto Inca en nombre de su heredera, los cuales recibían grandes pensiones por su trabajo pero no daban casi nada a su viuda. Como resultada, la pequeña Beatriz fue depositada en el recién construido Convento de Santa Clara. En realidad, Sayri Túpac había dejado a su esposa una pensión de 3.000 pesos de las rentas de las encomiendas de su hija, por lo que Cusi Huarcay tuvo que organizar una reclamación judicial para obtener esa pensión. La información reveló que la antigua reina inca vivía modestamente, con un mayordomo y una pareja de criados por toda servidumbre, y con frecuencia hospedaba a guerreros procedentes de Vilcabamba, por lo que "siempre estaba adeudada".

### Nuevos enlaces

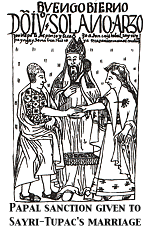
Matrimonio de Cusi Huarcay y Sayri Túpac Inca, según Guamán Poma de Ayala.

En 1564, Cusi Huarcay trabó amistad con uno de los vecinos más ricos del Cuzco, Arias Maldonado. Se mudó a la residencia de Maldonado y pronto se sintió suficientemente segura para sacar a su hija del convento y llevarla a vivir con ella. El forzoso compromiso entre una ñusta y Cristóbal Maldonado, pariente de Arias, escandalizó a la ciudad. Intervino entonces el gobernador Lope García de Castro, quien arrestó a los Maldonado por conspiración y los desterró a España, Beatriz fue devuelta al convento y Cusi Huarcay únicamente se quedó con las pequeñas hijas de su reciente compromiso quienes, según la investigación de Ella Dunbar Temple, se llamaban Francisca Maldonado y Juana Maldonado, casadas años después con Bernardo Fernández de Mesa y Miguel Merino de Lecona, respectivamente.  
Tras la llegada del virrey Francisco de Toledo, quien quiso practicar la política de alianzas matrimoniales de los Habsburgo para afianzar el poder, Cusi Huarcay fue obligada a casarse con un soldado llamado Juan Fernández Coronel, de quien engendróa Martín Fernández Coronel Inca y a Melchora Sotomayor Coya. 

### Últimos años
Las informaciones sobre los incas mandadas a hacer por el virrey Toledo postergaron el estatus nobiliario de Cusi Huarcay, cuya situación se vio aún más afectada tras la captura y el ajusticiamiento de su hermano Túpac Amaru I. En 1586, Cusi Huarcay escribió al virrey Fernando Torres pidiendo autorización para regresar a su amada Vilcabamba. En dicha carta, firmada por su criado Francisco de Morales, se presentó con un lenguaje influenciado por el utilizado en los Hidalgos castellanos, presentándose como alguien de un linaje de gran dignidad y enfatizando las posesiones pertenecientes a su estirpe (al ser hija de Manco Inca y Cura Ocllo, así como la esposa de Sayri Túpac, señores de los reinos bajo dominio de la Casa real incaica). Trató de tentar a Torres ofreciendo revelar la ubicación de varias minas de oro y plata en esa provincia - esperando que Jorge Fernández de Mesa, su primo mestizo descendiente de conquistadores españoles, sea responsable de explotarlas, proteger a los indígenas de la zona y pagar un tributo a la Corona española - pero  Torres no se atrevió a permitir su regreso por miedo a incrementar el poder de la nobleza incaica. Al final, tras su propia muerte, Cusi Huarcay fue enterrada al lado de Sayri Túpac en la Iglesia de Santo Domingo, sobre el Coricancha, el antiguo templo del Dios Sol.